# C'est un champ de bataille
C'est un champ de bataille (It's a Battlefield) est un roman de Graham Greene écrit en 1934 (l'auteur a tout juste trente ans), antérieur au Rocher de Brighton et à La Puissance et la Gloire. 
La traduction française, C'est un champ de bataille, signée Marcelle Sibon, est parue en 1953 chez Robert Laffont. 
Le livre a été au cœur d'une polémique en 1968, Yambo Ouologuem étant accusé de l'avoir plagié dans Le Devoir de violence. 

## Résumé
Drover, un chauffeur d'autobus communiste, poignarde un homme violent sur le point d'attaquer une femme. Mais le violent est un policier et Drover est condamné à la pendaison. Or, personne ne semble prêt à intercéder en sa faveur. Même ses amis communistes, en définitive, souhaitent l'exécution de Drover, car elle pourrait servir leur cause et faire gagner des adhérents au parti. La narration s'arrête brièvement sur de nombreux personnages, sans qu'aucun ne recèle quelque sentiment de compassion pour le condamné à mort.

## Commentaire
Ce roman, une curiosité conçue dans le style du Joseph Conrad de L'Agent Secret, se déroule à Londres et évoque en premier lieu le milieu des ouvriers communistes. Le titre se réfère à l'impression de pagaille ressentie par le soldat sur un champ de bataille. 
Le roman s'amorce avec une citation en exergue : « chaque groupe particulier, continuant de livrer sa propre bataille dans une heureuse et propice ignorance de la situation générale où se trouvait l'action ; que dis-je, très souvent même dans l'ignorance du fait qu'une grande bataille était en train de faire rage. » Construit dans l'esprit de cette citation, le récit est éclaté entre plusieurs points de vue, les réunions et les trajets dans Londres occupant simultanément des groupes étrangers les uns aux autres, comme le directeur de la police, l'ouvrier communiste, mais aussi les membres du gouvernement. Tous se trouvent momentanément occupés par la même affaire de meurtre et ses incidences politiques.